# Singulisphaera
Singulisphaera ist eine Gattung von Bakterien. Bisher wurden zwei Arten beschrieben (Stand August 2022). Sie kommen in Böden und Feuchtgebieten vor. Auffällig ist ein durch eine innere Membran abgetrennter Bereich, ein für die Planctomyceten typisches Merkmal.

## Merkmale
Die Zellen von Singulisphaera sind kokkoid und treten einzeln, paarweise, in kurzen Ketten oder in formlosen Aggregaten auf. Die Zellen sind mit kraterförmigen Strukturen bedeckt, die über die gesamte Zelloberfläche verstreut sind. Die Zellteilung erfolgt durch Knospung. Die Tochterzellen sind unbeweglich, Flagellen sind nicht vorhanden.
Im Gegensatz zu einigen anderen Arten des Phylums „Planctomycetes“ werden keine stielartige Strukturen zum Haften an einer Oberfläche gebildet. Die Anheftung erfolgt hingegen durch ein amorphes, ausgeschiedenes Haftmaterial. Innerhalb der Zelle befindet sich eine intracytoplasmatische Membran. Dies ist ein typisches Merkmal für das Phylum „Planctomycetes“. Sie trennt einen inneren Bereich (Pirellulosom) von einem äußeren Bereich des Zytoplasmas (Paryphoplasma). Im inneren Teil befindet sich das Nukleoid, hier befindet sich die DNA. Dies erinnert an den Zellkern von den Eukaryonten, der von einer Doppelmembran umhüllt ist. Die Planctomyceten sind aber nicht näher verwandt mit den Eukaryonten. Es handelt sich vielmehr um parallele evolutionäre Entwicklung. Ein ähnlicher Bauplan der Zellen findet sich auch bei den Arten des Bakterienstammes Verrucomicrobia.

## Stoffwechsel
Bei den Arten von Singulisphaera handelt es sich um auf Sauerstoff angewiesene (aerobe) Bakterien, die auch unter mikroaeroben Bedingungen wachsen können. Sie sind chemoorganotroph und nutzen verschiedene Kohlenhydrate (Zucker) und N-Acetylglucosamin. Es werden von den beiden Arten auch verschiedene Heteropolysaccharide hydrolysiert, also zur weiteren Verarbeitung gespalten. Hierzu zählen z. B. Laminarin, Äsculin oder Pullulan. Singulisphaera acidiphila baut Pektine, Lichenin und Xylan ab, S. rosea kann Stärke zum Wachstum nutzen.
Die Arten sind mäßig acidophil („säureliebend“). Singulisphaera rosea zeigt noch bei einem pH-Wert von 3,2 Wachstum und Singulisphaera acidiphila toleriert pH-Werte von 4,5–7,5.

## Systematik
Singulisphaera zählt zum Stamm der Planctomyceten. Sie wird der Ordnung der Isosphaerales und hier zur Familie der Isosphaeraceae gestellt. Singulisphaera ist nur entfernt mit den zur gleichen Klasse zählenden Isosphaera pallida und Aquisphaera giovannonnii verwandt. Eine Übereinstimmung liegt bei 89–90 % der 16s-rRNA von I. pallida und bei 92–93 % der 16s-rRNA von A. giovanninnii. Näher verwandt ist sie mit Nostocoida limicola III, hier zeigt sich eine Übereinstimmung der 16s-rRNA von 94,5–95,5 %.
Im August 2022 wurden zwei anerkannte Arten in der Gattung geführt:
- Singulisphaera rosea Kulichevskaya et al. 2012
- Singulisphaera acidiphila Kulichevskaya et al. 2008